# کلیرز (پنسیلوانیا)
کلیرز (به انگلیسی: Kelayres) یک منطقهٔ مسکونی در ایالات متحده آمریکا است که در پنسیلوانیا واقع شده‌است. کلیرز ۵۳۳ نفر جمعیت دارد و ۵۳۴٫۰۲ متر بالاتر از سطح دریا واقع شده‌است.